# Cerastium bialynickii
Cerastium bialynickii är en nejlikväxtart som beskrevs av A. Tolmatch. Cerastium bialynickii ingår i släktet arvar, och familjen nejlikväxter. Inga underarter finns listade i Catalogue of Life.